# Сапега, Лев Людвик
Князь Лев Людвик Сапега (пол. Leon Ludwik Sapieha, 18 сентября 1803, Варшава — 1 сентября 1878, замок Красицких) — австрийский политик и общественный деятель из литовско-польского рода Сапег. Маршалок Галицкого Сейма (1861—75), владелец Красичинского замка (с 1835). Основатель сельскохозяйственной академии в Дублянах.

## Биография
Представитель коденской линии литовского магнатского рода Сапег герба «Лис». Второй сын польского учёного и политика князя Александра Антония Сапеги (1772—1812) и Анны Замойской (1780—1859), шурин знаменитого князя Адама Чарторыйского.
Лев Людовик Сапега изучал право и экономику в Париже и Эдинбурге (с 1820 по 1824 год). В начале Ноябрьского восстания в Царстве Польском князь принимал участие в дипломатических миссиях повстанческого правительства во Франции и Великобритании. Позже вернулся на родину и принял участие в военных действиях в чине капитана артиллерии. В сентябре 1831 года участвовал в обороне Варшавы от русских войск. В том же году был награждён орденом за воинскую доблесть Virtuti Militari. После подавления польского восстания русское правительство конфисковало все имения князя Льва Сапеги. Старая резиденция Сапег — Кодно на Брестщине — также была конфискована. Лев Сапега вынужден был переселиться из Польши в Галицию, входившую в состав Австрийской империи. Князь приобрёл Красичин, который избрал своей новой резиденцией, и другие имения под Перемышлем. Занимался просвещением местного населения.
С 1861 по 1875 год князь Лев Людвик Сапега был маршалком Сейма Королевства Галиции и Лодомерии, также являлся членом Русского собора, председателем ряда финансковых учреждений.
В январе 1856 года князь Лев Людвик Сапега основал сельскохозяйственную академию в селе Дубляны, под Львовом, которая со временем выросла во Львовский национальный аграрный университет. Построил во Львове собственный дворец (сохранился до наших дней). Был одним из инициаторов строительства железной дороги Львов — Краков.
В 1861 году Лев Людвик Сапега контактировал с польскими эмигрантами, членами парижского клуба — Отель Ламберт. В 1863—1864 годах князь не участвовал в новом польском восстании, но оказывал повстанцам финансовую помощь. В 1875 году отказался от политической деятельности.

## Семья и дети

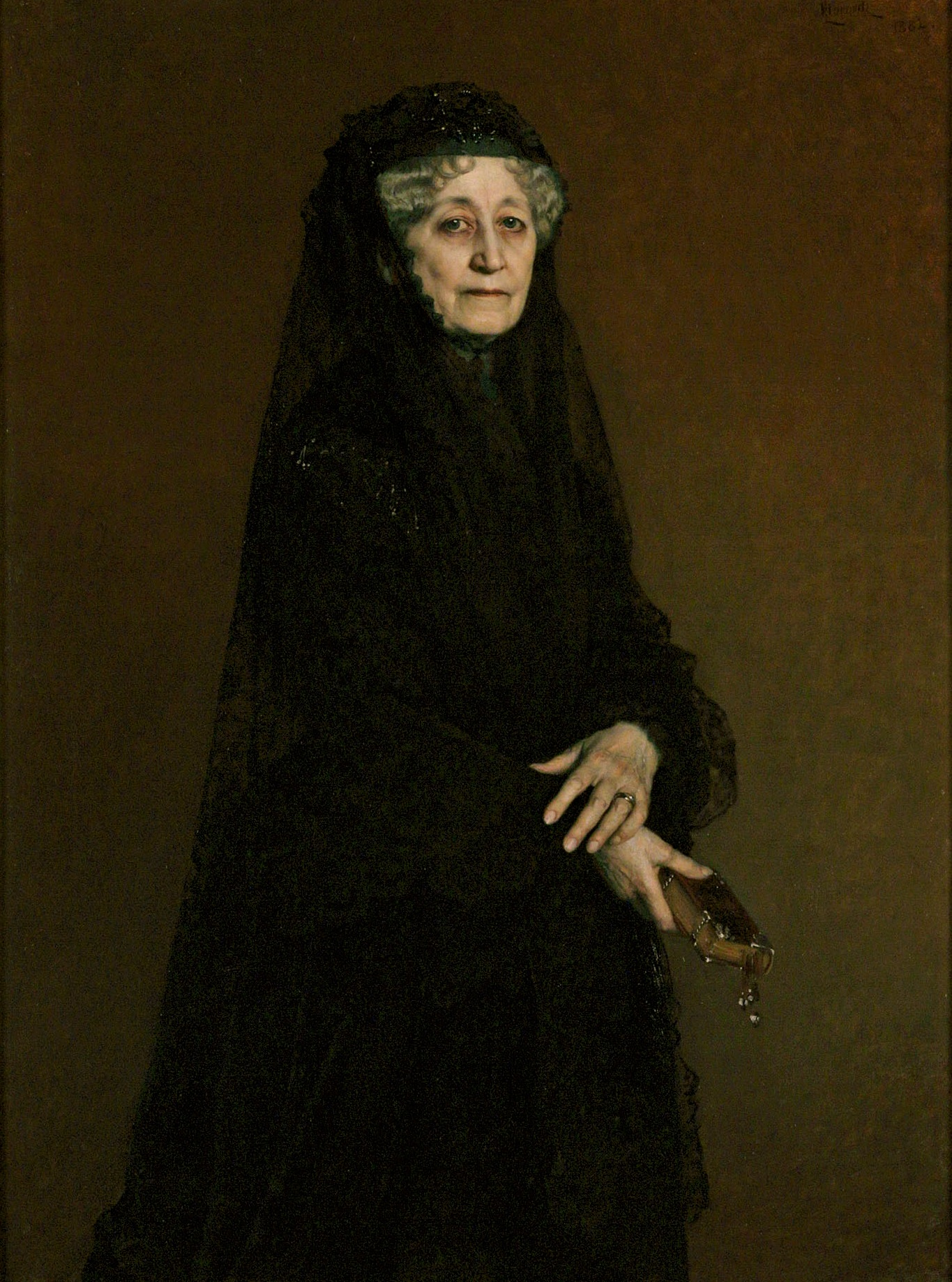
Ядвига Сапега (1882)

9 декабря 1825 года женился на графине Ядвиге Клеменине Замойской (1806—1890), дочери ордината графа Станислава Костки Замойского (1775—1856) и Софии Адамовны Чарторыйской (1778—1837). Во время ноябрьского восстания жила в Париже, после с мужем в Кракове. Во Львове состояла во главе многих благотворительных организаций. В своем имении Красичине в 1863 году устроила госпиталь для раненых повстанцев. В феврале 1864 года помогала сыну совершить побег из тюрьмы во Львове. После смерти мужа она постепенно отошла от общественной жизни, предав заботу о благотворительных учреждениях невестке. Умерла в Красичине и похоронена в семейной усыпальнице. Дети:
- Сесилия Целестина Сапега (умерла в 7 лет)
- Адам Станислав Сапега (1828—1903), кавалер ордена Золотого руна
- Ядвига Сапега (умерла в 7 лет)
- Мария Софья Сапега (умерла в 4 года)
- Владимир Сапега (умер в 1 год)
- Софья Сапега (умерла в 16 лет)
- Леон Сапега (умер в 1 год)
- Тереза Сапега (умерла в 20 лет)
- Владислав Сапега (умер в 3 года)

## Сочинения
- Мемуары князя Л. Сапеги: пер. с пол. — Пг., 1915. — 316 с.